# Culdcept
Culdcept (カルドセプト) est un jeu vidéo de type cartes à collectionner développé par OmiyaSoft et édité par NIS America, sorti en 1997 sur Saturn, PlayStation, PlayStation 2, PlayStation 3, Nintendo DS, Nintendo 3DS et PlayStation Portable.
Il a pour suite Culdcept Saga et Culdcept Revolt.

## Système de jeu
Le jeu mélange jeu de plateau et jeu de cartes à collectionner dans un univers de fantasy.

## Accueil
- Famitsu : 35/40[1]